# William Milroy
William Milroy (* 11. September 1980 in Edmonton) ist ein kanadischer Badmintonspieler. 

## Karriere
William Milroy gewann 1999 bei den kanadischen Juniorenmeisterschaften die Herrendoppelkonkurrenz. Im gleichen Jahr siegte er bereits bei der Carebaco-Meisterschaft. Weitere nationale und internationale Titel folgten. 2007 und 2008 wurde er Panamerikameister.

## Sportliche Erfolge
| Saison | Veranstaltung                   | Disziplin    | Platz | Name                          |
| ------ | ------------------------------- | ------------ | ----- | ----------------------------- |
| 1999   | Kanada: Juniorenmeisterschaften | Herrendoppel | 1     | T. Lucas-Piche / W. Milroy    |
| 1999   | Carebaco-Meisterschaft          | Herrendoppel | 1     | Bobby Milroy / William Milroy |
| 2002   | Kanada: Einzelmeisterschaften   | Herrendoppel | 1     | Keith Chan / William Milroy   |
| 2003   | Kanada: Einzelmeisterschaften   | Mixed        | 1     | William Milroy / Tammy Sun    |
| 2004   | Kanada: Einzelmeisterschaften   | Herrendoppel | 1     | Keith Chan / William Milroy   |
| 2004   | Kanada: Einzelmeisterschaften   | Mixed        | 1     | William Milroy / Tammy Sun    |
| 2004   | Czech International             | Herrendoppel | 1     | Mike Beres / William Milroy   |
| 2005   | Carebaco-Meisterschaft          | Herrendoppel | 1     | Mike Beres / William Milroy   |
| 2005   | Kanada: Einzelmeisterschaften   | Herrendoppel | 1     | Mike Beres / William Milroy   |
| 2005   | Kanada: Einzelmeisterschaften   | Mixed        | 1     | William Milroy / Tammy Sun    |
| 2006   | Canadian Open                   | Herrendoppel | 1     | William Milroy / Mike Beres   |
| 2006   | Kanada: Einzelmeisterschaften   | Herrendoppel | 1     | Mike Beres / William Milroy   |
| 2007   | Kanada: Einzelmeisterschaften   | Herrendoppel | 1     | Mike Beres / William Milroy   |
| 2007   | Peru International              | Herrendoppel | 1     | Mike Beres / William Milroy   |
| 2007   | Canadian Open                   | Herrendoppel | 1     | William Milroy / Mike Beres   |
| 2007   | Panamerikameisterschaft         | Herrendoppel | 1     | Mike Beres / William Milroy   |
| 2007   | Canadian Open                   | Mixed        | 1     | William Milroy / Tammy Sun    |
| 2008   | Kanada: Einzelmeisterschaften   | Herrendoppel | 1     | Mike Beres / William Milroy   |
| 2008   | Panamerikameisterschaft         | Herrendoppel | 1     | Toby Ng / William Milroy      |
| 2009   | Kanada: Einzelmeisterschaften   | Herrendoppel | 1     | Toby Ng / William Milroy      |
| 2009   | Kanada: Einzelmeisterschaften   | Mixed        | 1     | William Milroy / Fiona McKee  |